# Ernstfarm

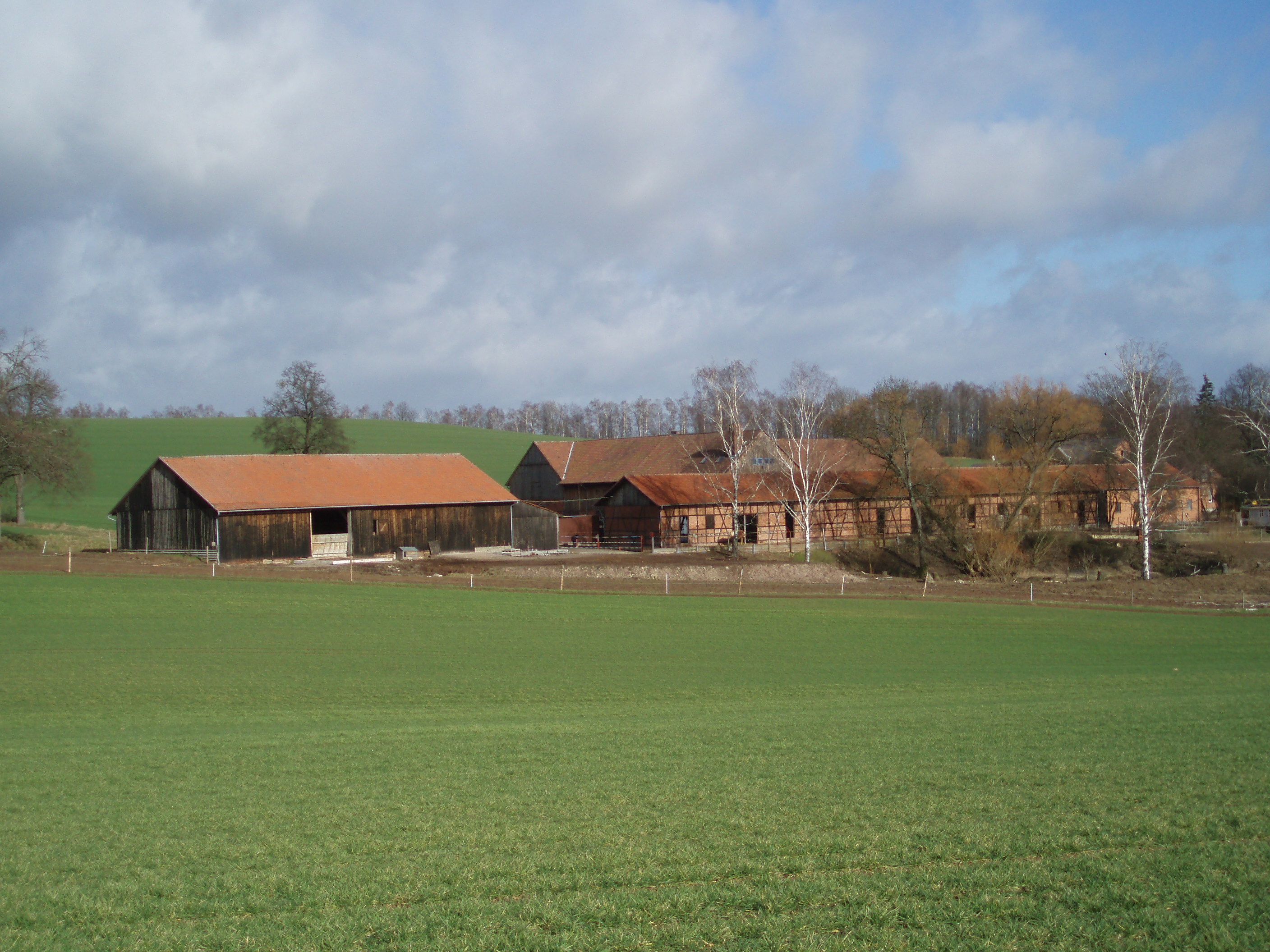
Ernstfarm Coburg

Die Ernstfarm ist eine ehemalige herzogliche Domäne am Stadtrand von Coburg im Stadtteil Scheuerfeld. Herzog Ernst II. von Sachsen-Coburg und Gotha beauftragte 1878 auf Anraten seines Bruders Prinzgemahl Albert von Großbritannien den Coburger Baurat Georg Konrad Rothbart mit der Planung und dem Bau der Musterfarm nach Vorbild englischer Hofgüter der Agriculture-Bewegung.

## Entstehung

### Das englische Vorbild
Albert von Sachsen-Coburg und Gotha, seit 1840 mit Königin Victoria verheiratet und Präsident der Royal Agricultural Society, ließ zunächst nahe Schloss Windsor um 1850 die Windsor-Farm als agrikulturchemische Versuchsstation zur Forschung auf chemisch-physiologischen Gebieten der Landwirtschaft und zur Kontrolle von Sämereien, Futter- und künstlichen Düngemitteln anlegen. Sie wurde zum Vorbild weiterer Musterfarmen wie Shaw-Farm, Prince-Albert-Farm und Osborn-Farm, die sich in ihrem Aufbau sehr von den Farmen herkömmlicher Art unterschieden. So waren die Wege zwischen den Nutzbauten möglichst kurz gehalten, um ein effektives Arbeiten zu ermöglichen. Auch verzichtete man bei der Ausgestaltung der Gebäude auf jeden überflüssigen Luxus, legte aber besonderen Wert auf die Einhaltung von Hygiene, was nicht zuletzt durch eine optimale Wasserversorgung ermöglicht wurde. Das Wasser diente der Kühlung der Milch und dem Betrieb von Dampfmaschinen.
Albert strebte an, Musterfarmen nach englischem Vorbild auch außerhalb des Königreichs und dabei besonders in seiner Heimat Deutschland populär zu machen, stieß aber bei dem Versuch, technologische Neuerungen im Bereich der Landwirtschaft in historische Strukturen zu transferieren, fast immer auf nahezu unüberwindliche Schwierigkeiten.

### Die Coburger Musterfarmen

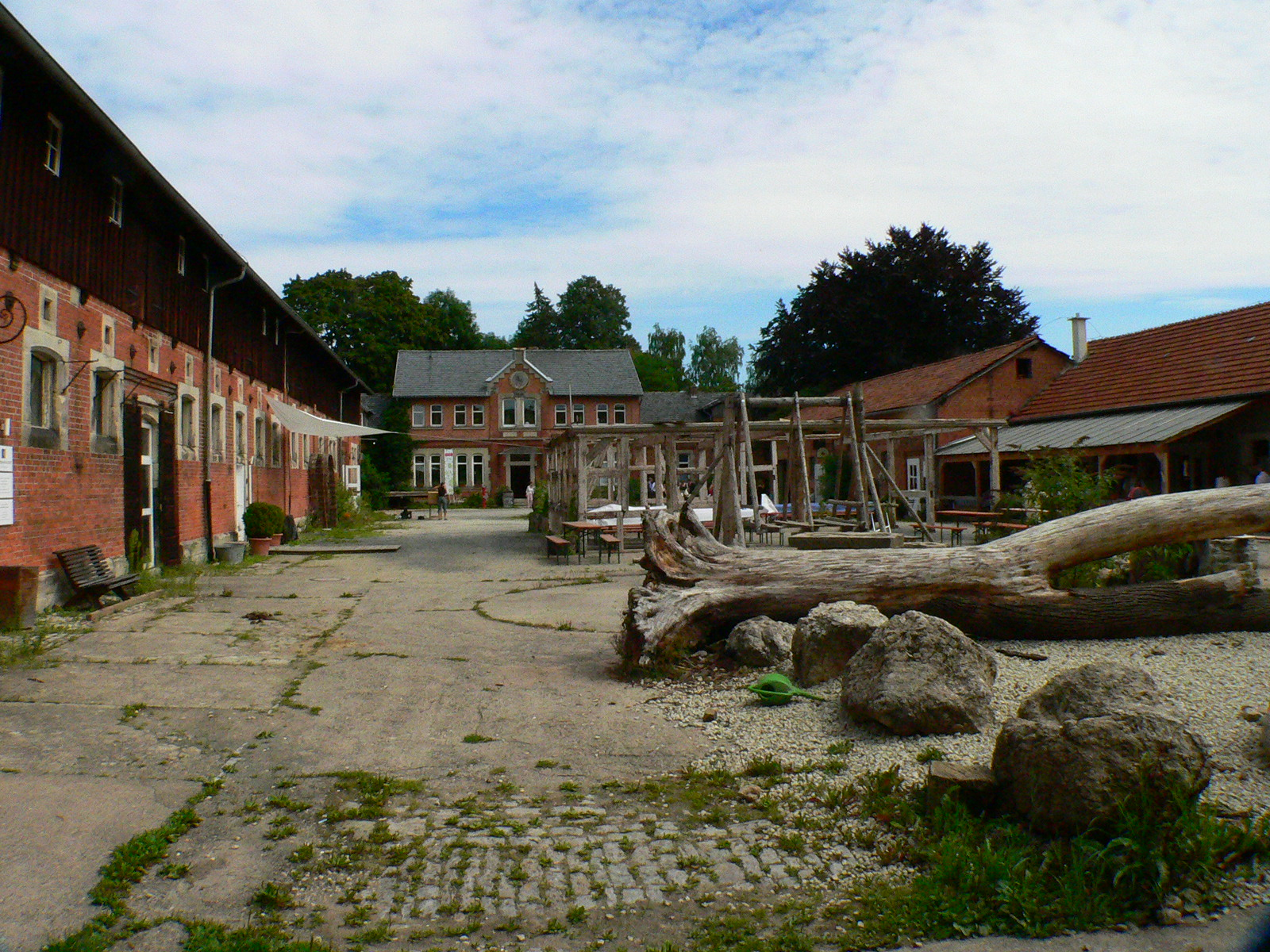
Innenhof mit Blick nach Osten

In seinem ähnlich fortschrittlich denkenden Bruder Herzog Ernst II. von Sachsen-Coburg und Gotha fand Albert einen starken Befürworter seiner Ideen. Allerdings ließ Ernst erst nach Alberts frühem Tod in Coburg zwei entsprechende landwirtschaftliche Mustergüter erbauen: 1861 bis 1863 am Rande des Parks von Schloss Callenberg, seinem Sommersitz, und infolge des positiven Echos hierauf 1878 die Ernstfarm westlich von Coburg zwischen Kürengrund, Scheuerfeld und Weidach.
Die beiden Coburger Musterfarmen zeugten vom grundlegenden Umbruch in der Landwirtschaft im Laufe des 19. Jahrhunderts. Ausgelöst durch Justus von Liebigs 1840 erschienenes Werk über die Agrikulturchemie und verstärkt seit 1851 durch die Londoner Weltausstellung, entstanden in Deutschland erste Agrikulturchemische Versuchsstationen. Das enorme Anwachsen der englischen Bevölkerung zwang die dortige Landwirtschaft zu hoch entwickelter Viehzucht und damit verbundenem effektiven Futteranbau und wirkte auf die deutschen Betriebe wegweisend. Zahlreiche Verbesserungen wurden durch die Gründung der beiden Coburger Betriebe umgesetzt, vorrangig die Rationalisierung von Betriebsabläufen. Hierzu zählten neben kurzen Wegen und optimaler Wasserversorgung und Entsorgung der Gülle auch verbesserte klimatische Verhältnisse in den Stallungen. Ehemals manuelle Tätigkeiten wurden mehr und mehr von mechanischen Hilfsmitteln und Maschinen übernommen, die sich vorher auf dem Kontinent nicht durchsetzen konnten, nun aber ständig weiterentwickelt wurden.

## Gebäude

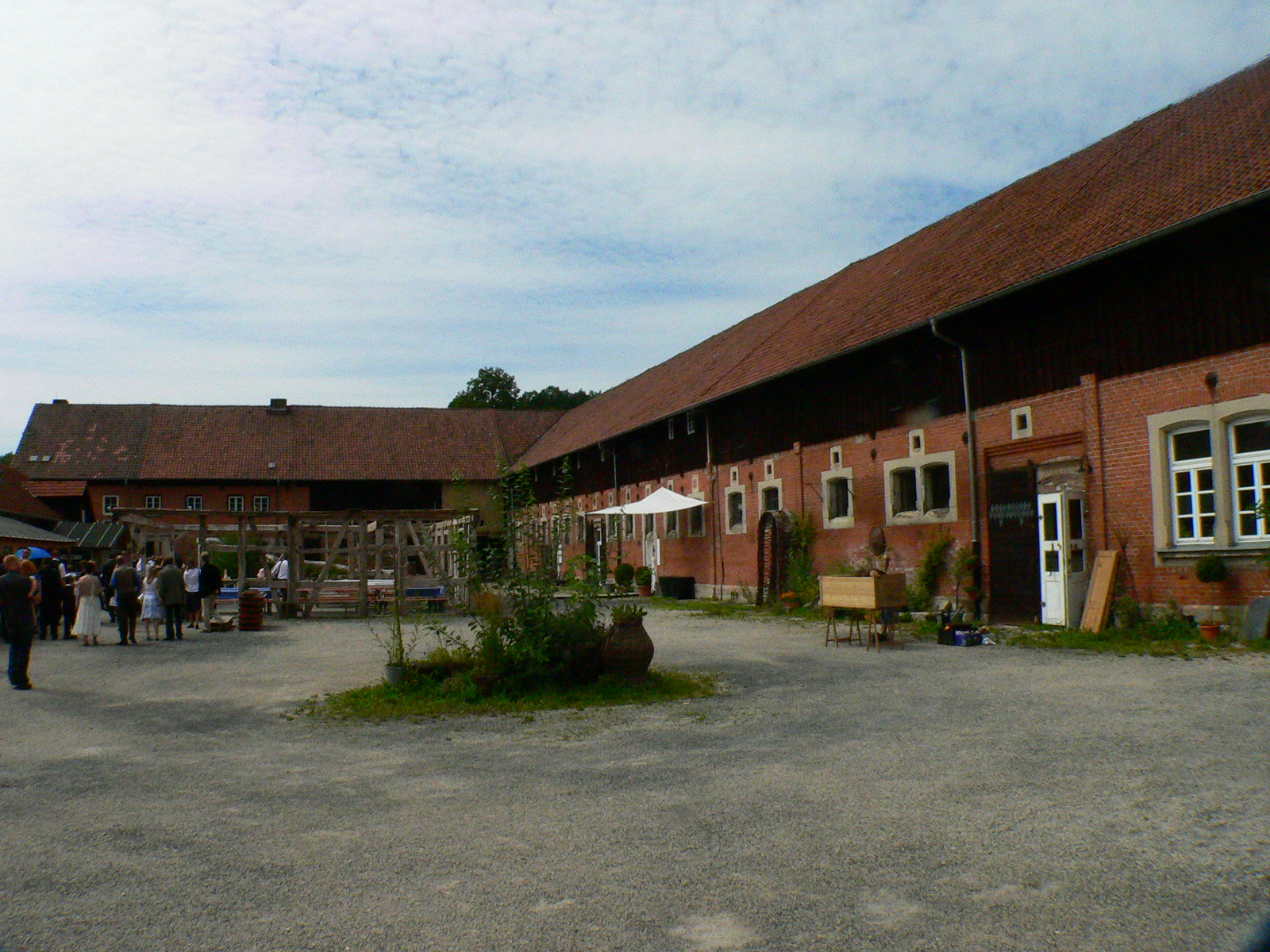
Nördliche Stallungen

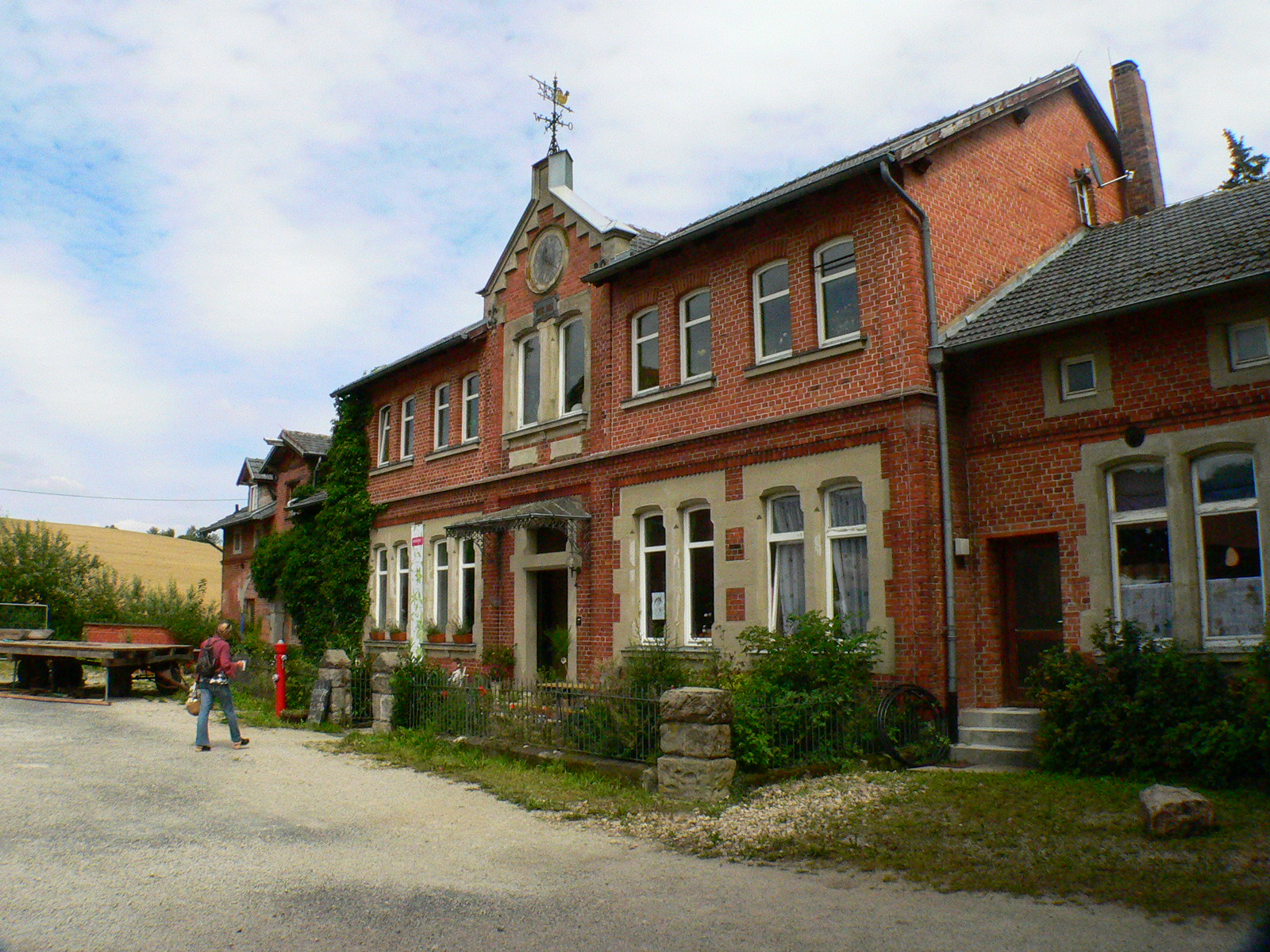
Pächterhaus

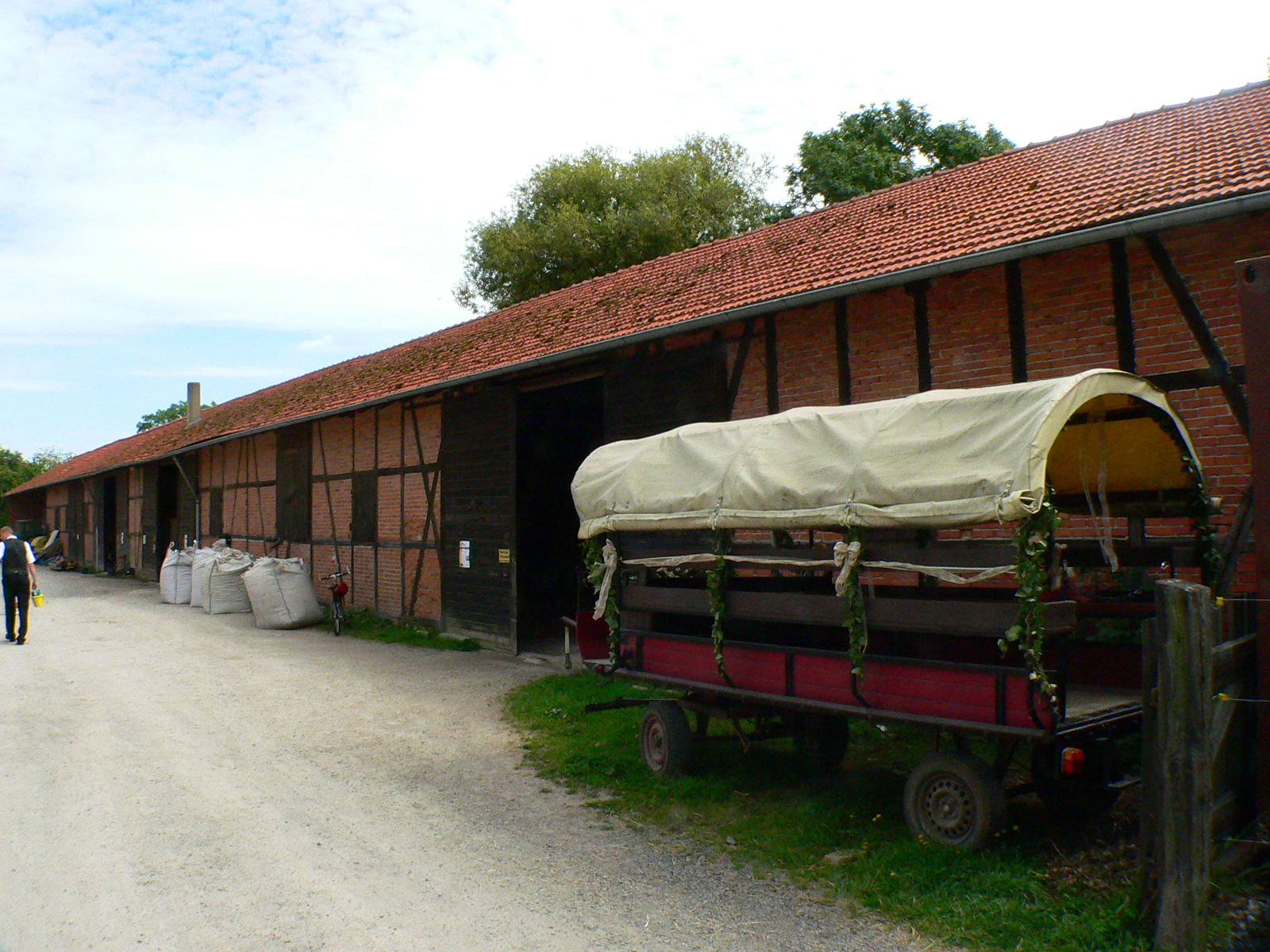
Südliche Stallungen, Pferdestall

Bis heute liegt das Ensemble der Ernstfarm inmitten landwirtschaftlicher Nutzflächen. Das Zentrum der Farm bildet ein geschlossener rechteckiger Hof von etwa 150 mal 100 Metern Seitenlänge, der von Südosten her durch eine von zwei Steinpfosten markierte Zufahrt erreichbar ist. Die Hauptgebäude gruppieren sich um diesen Hof, an der Ostseite das Pächterwohnhaus mit zwei Gesindetrakten, an der Nord- und Südseite Stallungen für Pferde, Rinder und Schweine und an der Westseite ein lang gestrecktes Gebäude mit Futterküche und Wirtschaftsräumen. Außerhalb dieses Gevierts befindet sich eine hölzerne Feldscheune und ein weiteres, später hinzugefügtes Stallgebäude, das der gesamten Südseite vorgelagert ist. Ein weit verzweigtes System aus Gusseisen- und Sandsteinröhren entsorgte die Gülle in eine unterirdische Grube. Ein hoher Industrieschornstein, der zu einem separat gestellten Dampfmaschinenhaus und einer Brennerei gehörte, dominierte das Ensemble.
Nur der ehemalige Schweinestall sowie das Erdgeschoss des Hauptgebäudes mit seinen Nebengebäuden sind noch in ihrem Ursprungsbestand erhalten. Alle anderen Gebäude sind im Laufe der letzten 130 Jahre um-, aus- oder dazugebaut worden. Das 1878 fertiggestellte Pächterhaus erhielt nach 1920 im Mitteltrakt ein neues Dach und wurde 1934 um ein Geschoss erhöht, die beiden Seitenflügel den neuen Gegebenheiten angepasst. Der Mitteltrakt zeigt sich deshalb heute, im Gegensatz zu den eingeschossigen Seitenflügeln, zweigeschossig mit einem zwerchhausähnlichen Uhrengiebel mit geraden Schenkeln und abgetreppter Binnenfläche. Der insgesamt elfachsige Bau ist in Ziegel mit Sandsteingliederungen ausgeführt, die durchgängigen Segmentbogenstürze der Fenster sind im Erdgeschoss aus Sandstein, im Obergeschoss aus Ziegel.
Auch die Fassungen der Fenster und der über ihnen angeordneten Ventilationsöffnungen der lang gestreckten Scheunen und Stallungen sind, wie auch die Sockelläufer, in Sandstein ausgeführt. Auf Ornamentik wurde, den baulichen Prinzipien der damaligen Industriearchitektur folgend, fast völlig verzichtet. Nur die eisernen inneren Zuganker an den Fassaden sind durch verzierte Rosettenköpfe hervorgehoben.

## Heutige Nutzung
Die Ernstfarm ging 1920 aufgrund des Staatsvertrags mit Bayern, der die Eingliederung des Herzogtums Coburg regelte, in das Eigentum des Freistaates über. Zu Beginn der 1920er Jahre wurden die Scheunen im Südwesten erweitert und die Schweine-, Rinder- und Pferdeställe verändert. 1953 und nochmals 1968/69 erfolgten größere Umbauten in der Brennerei und den Stallungen. 1976 schließlich sprengte man den Schornstein, da er durch die Aufgabe der Dampfmaschine und der Brennerei überflüssig geworden war.
Immer mehr Gebäude wurden nicht mehr benötigt und standen leer, bis 2003/04 die Umnutzung der Ernstfarm in einen Handwerkerhof mit Lehrlingsunterkünften mit den entsprechenden Umbau- und Instandsetzungsmaßnahmen, dem Einbau einer Gaststätte und eines Mehrzweckraumes im Bereich der ehemaligen Lehrküche erfolgte. 2007 befinden sich 14 Betriebe aus den Bereichen Gastronomie, Handwerk, Naturkost, Design, Raumausstattung und Pferdehaltung auf der Ernstfarm. Trotz der baulichen Veränderungen sind die architektonischen Details der Anlage noch gut erkennbar.